# Vagabundagem
No Brasil, vagabundo é, sobretudo, um insulto que significa uma pessoa que não trabalha, não gosta ou se recusa a ter um ofício ou executar qualquer outra atividade, um vadio. No entanto, o sentido original da palavra, que é o utilizado noutros países de língua portuguesa, é o de uma pessoa que leva uma vida itinerante, viajando de lugar em lugar e podendo viver de pequenos trabalhos que encontra ou de esmolas, como um mendigo (embora um vagabundo não seja um mendigo, já que estes últimos permanecem normalmente no mesmo lugar e vivem exclusivamente de esmolas).

## Etimologia
"Vagabundo" procede do latim vagabundu.